# Tatara
Tatara (jap. 鑪) – tradycyjny japoński piec do wytapiania żelaza i stali. (Uwaga: słowo tatara oznacza w języku japońskim "miechy". Przyjęło się jednak nazywać tak całe urządzenie)

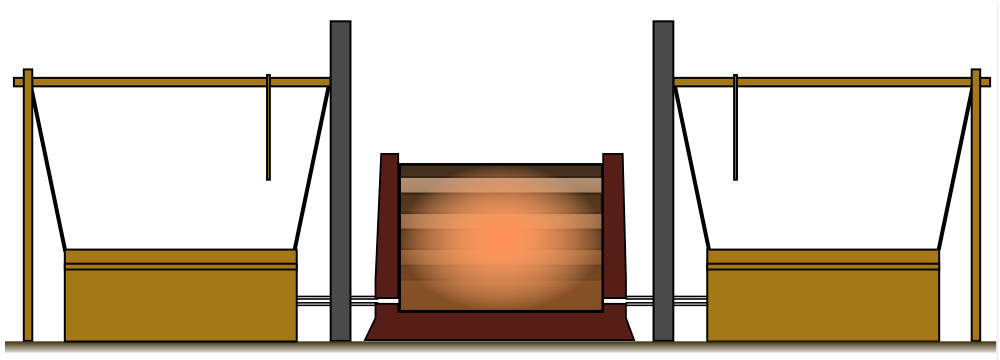
Struktura glinianego pieca tatara. Po bokach widoczne dwa miechy.

W piecach tatara z węgla sosnowego, czarnego piasku żelazowego oraz mineralnych rud żelaza wytapiana jest tamahagane (jap. 玉鋼), rodzaj bardzo czystej japońskiej stali wykorzystywanej głównie do tworzenia samurajskich mieczy nihon-tō (jap. 日本刀), znanych powszechnie jako katana (jap. 刀).
Piec jest wykonany z gliny i ma wymiary około 1,1 m wysokości, 3 m długości i 4 m szerokości.